# Fiskavaig
Fiskavaig (Schots-Gaelisch: Fiosgabhaig) is een dorp in de Schotse lieutenancy Ross and Cromarty in het raadsgebied Highland op het eiland Skye, ongeveer 6 kilometer ten noordoosten van Carbost.